# Macedón dénár
A macedón dénár (macedónul: Македонски денар) Észak-Macedónia jelenlegi törvényes pénzneme.

## Története
Macedónia 1991. szeptember 8-án nyerte el függetlenségét és már 1992 januárjában készültek is önálló bankjegyek, de ezeken Szalonikit idéző motívumok voltak, ami a görögök hatalmas felháborodását váltotta ki, így hivatalosan sose kerültek forgalomba. Macedónia első önálló valutáját 1992. április 26-án vezették be dénár (денар / denar) néven (ISO 4217-kód: MKD), ez 1:1 arányban lépett az addig használt 1990-es kiadású jugoszláv dinár helyébe. A pénznem elnevezése az ókori római dénár (latinul: denarius) szóhoz köthető. 1993. május 5-én pénzreformot hajtottak végre, az akkor bevezetett és jelenleg is használt új dénár 100 régit ért.

## Érmék

2 dénáros pénzérme elő és hátlapja

| Névérték | Műszaki paraméterek | Műszaki paraméterek | Műszaki paraméterek           | Leírás                | Leírás                                                            | Dátumok            | Dátumok         |
| Névérték | Átmérő              | Tömeg               | Összetétel                    | Előlap                | Hátlap                                                            | Kibocsátás         | Visszavonás     |
| -------- | ------------------- | ------------------- | ----------------------------- | --------------------- | ----------------------------------------------------------------- | ------------------ | --------------- |
| 50 deni  | 21,5 mm             | 4,1 g               | réz, cink                     | 50 deni, 16 napsugár  | „РЕПУБЛИКА МАКЕДОНИЈА”, 1993                                      | 1993. május 10.    | 2013. január 1. |
| 1 dénár  | 23,8 mm             | 5,1 g               | réz, cink, nikkel             | 1 dénár, 16 napsugár  | „РЕПУБЛИКА МАКЕДОНИЈА”, 1993, sarplaninai juhászkutya             | 1993. május 10.    | forgalomban     |
| 2 dénár  | 25,5 mm             | 6,2 g               | réz, cink, nikkel             | 2 dinár, 16 napsugár  | „РЕПУБЛИКА МАКЕДОНИЈА”, 1993, ohridi lazac (Salmo letnica)        | 1993. május 10.    | forgalomban     |
| 5 dénár  | 27,5 mm             | 7,2 g               | réz, cink, nikkel             | 5 dinár, 16 napsugár  | „РЕПУБЛИКА МАКЕДОНИЈА”, 1993, hiúz (Lynx lynx)                    | 1993. május 10.    | forgalomban     |
| 10 dénár | 24,5 mm             | 6,6 g               | 70% réz, 12% nikkel, 18% cink | 10 dinár, 16 napsugár | „РЕПУБЛИКА МАКЕДОНИЈА”, 2008, sztobi mozaik                       | 2008. november 15. | forgalomban     |
| 50 dénár | 26,5 mm             | 7,7 g               | 62% réz, 18% nikkel, 20% cink | 50 dinár, 16 napsugár | „РЕПУБЛИКА МАКЕДОНИЈА”, 2008, Szent György-templom egyik freskója | 2008. november 15. | forgalomban     |

## Bankjegyek

### 1996-os sorozat
2016. december 15-én új tagokkal bővült a bankjegycsalád, amikor bevezették a 200 és 2000 dénáros bankjegyeket. Az 5 000 dénáros bankjegyet pedig kivonták, mivel ritka volt a használata. A bankjegyeket a De La Rue nyomdájában állítják elő. 2018. május 16-án vezették be a 10 és 50 dénáros polimer alapanyagú bankjegyeket.
| Névérték    | Méret       | Szín               | Leírás                                                                 | Leírás                                                    | Dátumok            | Dátumok            |
| Névérték    | Méret       | Szín               | Előoldal                                                               | Hátoldal                                                  | kibocsátás         | visszavonás        |
| ----------- | ----------- | ------------------ | ---------------------------------------------------------------------- | --------------------------------------------------------- | ------------------ | ------------------ |
| 10 dénár    | 140 x 70 mm | lila               | Ízisz (Izida, Kr. e. 2. század), Ohrid; v. Beranci, Bitola             | sztobi mozaik (4-5. század).                              | 1996               | forgalomban        |
| 50 dénár    | 143 x 70 mm | kék                | A Szent Pantaleon-templom freskója, Nerezi; follisérme.                | Gábriel arkangyal, Szent György-templom, Kurbinovo.       | 1996               | forgalomban        |
| 100 dénár   | 146 x 70 mm | lila, barna        | Szkopje Jacobus Harevin festményén                                     | Szkopje egy albán házból nézve                            | 1996               | forgalomban        |
| 200 dénár   | 144 x 68 mm | narancssárga, zöld | két ókori fafaragás két katonával                                      | művészi minták                                            | 2016. december 15. | forgalomban        |
| 500 dénár   | 146 x 70 mm | vörös, barna       | arany halotti maszk, trebeništai nekropolisz, Ohrid (Kr. e. 4. század) | pipacsvirág                                               | 1996               | forgalomban        |
| 1000 dénár  | 152 x 70 mm | barna              | Peshkopi Madonna, a Szent Vrači-templom ikonja, 14. század, Ohrid      | Gergely-galéria (14. század), Szent Szófia-templom, Ohrid | 1996               | forgalomban        |
| 2000 dénár  | 152 x 70 mm | lila, narancssárga | macedón menyasszonyi viselet                                           | keresztény mozaikdarab, páva                              | 2016. december 15. | forgalomban        |
| 5 000 dénár | 155 x 70 mm | vörös, barna, zöld | bronz menádfigura (6. század), Tetovo.                                 | Heraclea Lyncestis mozaikja (5–6. század), Bitola.        | 1996               | 2016. december 15. |